# Янченко Олег Григорович
Олег Григорович Янченко (рос. Олег Григорьевич Янченко; 18 червня 1939, Москва, Російська РФСР — 12 січня 2002, Московська область, Росія) — радянський і російський органіст, піаніст, композитор, диригент, педагог, професор. Лауреат Державної премії СРСР (1984). Заслужений артист РРФСР (1987). Народний артист Росії (1997).

## Життєпис
Закінчив Московську консерваторію (1964). Учень Л.І. Ройзмана, Г.Г. Нейгауза, Ю.О. Шапоріна.
З 1971 — соліст Московської філармонії.
Організатор (з 1968) і художній керівник Мінського камерного оркестру.
З 1984 — художній керівник російського ансамблю старовинної музики «Мадригал».
Вів активну і різнобічну концертну, педагогічну та музично-громадську діяльність.
Автор опер, балету, симфонічних творів, інструментальних концертів, музики до кінофільмів (переважно — кіностудії «Беларусьфільм»).
Помер 12 січня 2002 року в Лісовому Городку (Московська область). Похований в Москві на Троєкуровському кладовищі.

## Фільмографія
Автор музики до стрічок:
- «Твір» (1970, короткометражний)
- «Життя і смерть дворянина Чертопханова» (1971)
- «Горя боятися — щастя не бачити» (1973)
- «Тартак» (1973)
- «Хліб пахне порохом» (1973)
- «Час її синів» (1974)
- «Невідкриті острова» (1974)
- «Факт біографії» (1975)
- «Весела карусель» (1975, дитячий мультиплікаційний журнал) «Бегемотик» (ільм 7-й)[5]
- «Недільна ніч» (1976)
- «Хто я такий?» (1977, мультфільм; пісенька на слова Г. Сапгіра)
- «Старт» (1977, мультфільм)
- «Не боюся тебе, морозе!» (1979, мультфільм)
- «Точка відліку» (1979)
- «Люди на болоті» (1981)
- «Капелюх» (1981, у співавт., Мосфільм, реж. Л. Квініхідзе)
- «Вітрила мого дитинства» (1981)
- «Дихання грози» (1982)
- «Василиса Мелентьєва» (1982, фільм-спектакль)
- «Затюканий апостол» (1983, фільм-спектакль)
- «Хліб» (1984, мультфільм)
- «Іди і дивись» (1985, реж. Е. Климов, Мосфільм—Беларусьфільм)
- «Знак біди» (1986)
- «Виклик» (1986)
- «На своїй землі» (1987, Одеська кіностудія, реж. І. Апасян)
- «Сержант» (1988)
- «Рядові» (1988, фільм-спектакль)
- «Наш бронепоїзд» (1988)
- «Сходження на Фудзіяму» (1988, Киргизфільм)
- «Комедія про Лісістрату» (1989, СРСР—Велика Британія—Греція, реж. В. Рубинчик)
- «Його батальйон» (1989)
- «Мати Урагану» (1990)

та інші.